# Galena (condado de Washoe)
Galena é uma cidade fantasma no condado de Washoe, estado do Nevada, a sul da cidade de Reno, a porção de Reno a  sul do  Monte Rose Highway e a oeste de Steamboat Springs é também conhecida como Galena.

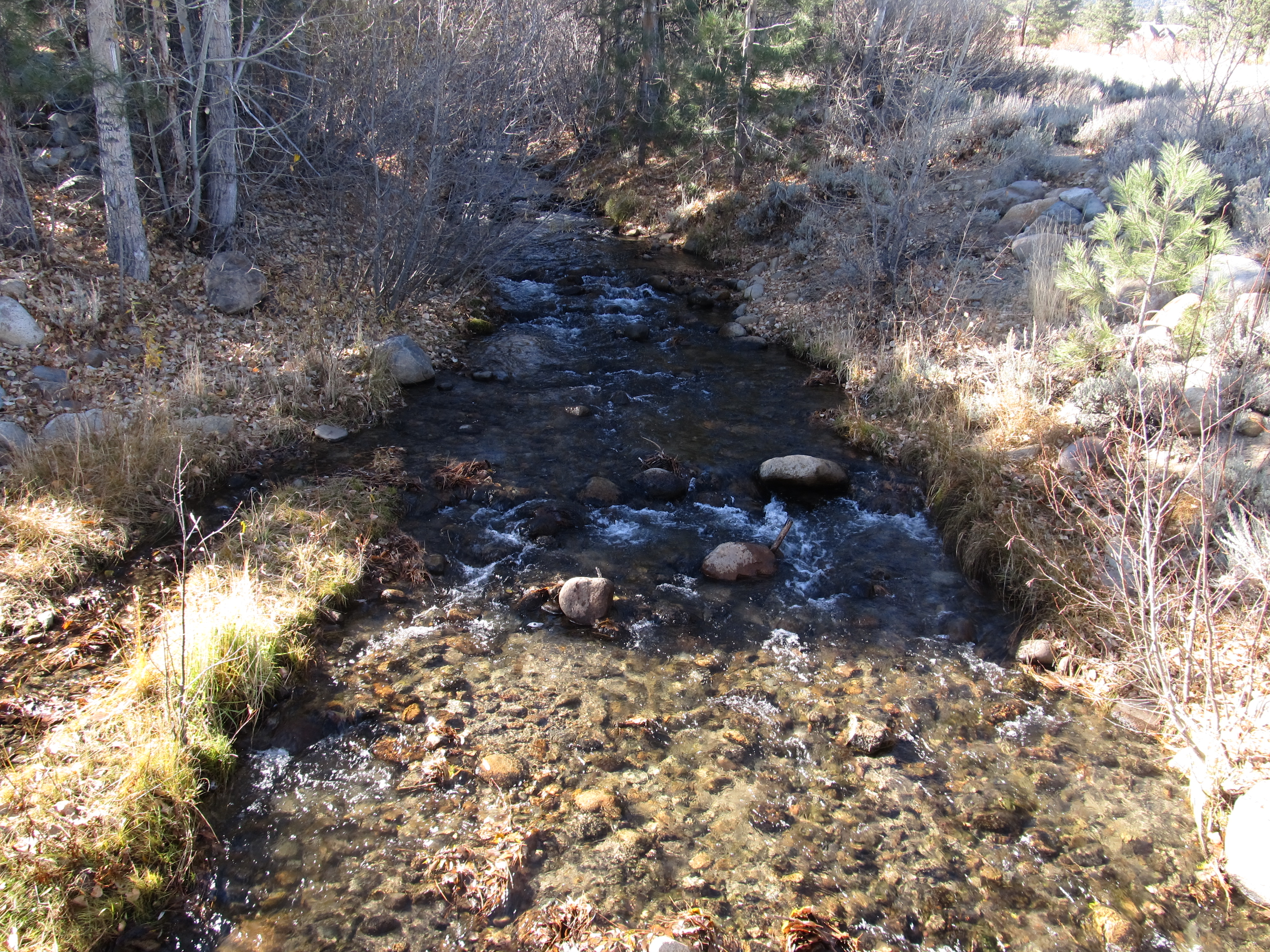
Galena Creek, próximo do Marco Histórico n.º 212

## História
Galena desenvolveu-se como uma propriedade mineira em 1860 e também se tornou um importante centro de exploração madeireira. A vila foi abandonada em 1967 na sequência de dois incêndios desastrosos. O local tem n marco Histórico do Estado do Nevada n.º 212.